# شاخ‌پیچ‌ها
شاخ‌پیچ‌ها (نام علمی: Antilope) یک سرده از گاوسان است که شامل یک گونه موجود زنده، سیاه‌کل از جنوب آسیا است. دو گونه منقرض شده نیز شناخته شده‌است.
بسیاری از آنتیلوپ‌های فسیلی در این سرده قرار گرفتند، اما پس از آن در سرده‌های جدید قرار گرفتند. به عنوان مثال گونه‌ای که در گذشته به عنوان Antilope planicornis شناخته می‌شد، اکنون در سردهٔ خود یعنی Nisidorcas جای دارد.